# Frozen in Time
Frozen in Time är det amerikanska death metal-bandet Obituarys sjätte studioalbum, utgivet 2005 av skivbolaget Roadrunner Records.

## Låtlista
1. "Redneck Stomp" (instrumental) – 3:32
2. "On the Floor" – 3:10
3. "Insane" – 3:25
4. "Blindsided" – 2:56
5. "Back Inside" – 2:42
6. "Mindset" – 3:54
7. "Stand Alone" – 3:44
8. "Slow Death" – 3:03
9. "Denied" – 3:37
10. "Lockjaw" – 4:13

- Text och musik:  Allen West/Donald Tardy (spår 1–4, 6, 8), Donald Tardy/Trevor Peres (spår 5, 7, 9, 10)

## Medverkande
Musiker (Obituary-medlemmar)
- John Tardy – sång
- Allen West – sologitarr
- Trevor Peres – rytmgitarr
- Frank Watkins – basgitarr
- Donald Tardy – trummor

Produktion
- Mark Prator – producent, ljudtekniker, ljudmix
- Obituary – producent
- Scott Burns – producent
- Aaron Callier – assisterande ljudtekniker
- Tom Morris – mastering
- Trevor Peres – omslagsdesign
- Andreas Marschall – omslagskonst
- Daragh McDonagh – foto